# Xã Donegal, Quận Westmoreland, Pennsylvania
Xã Donegal (tiếng Anh: Donegal Township) là một xã thuộc quận Westmoreland, tiểu bang Pennsylvania, Hoa Kỳ. Năm 2010, dân số của xã này là 2.403 người.